# 広島県立東高等学校
広島県立東高等学校（ひろしまけんりつ ひがし こうとうがっこう）は、広島県福山市木之庄町にある県立の通信制高等学校である。なお当高校は広島県立福山誠之館高等学校と同じ敷地内に設置されている。

## 沿革
- 1948年 - 広島県立福山誠之館中学に通信教育部を設置。
- 1949年 - 広島県立福山東高等学校通信教育部と改称。
- 1953年 - 広島県立福山東高等学校が広島県立福山誠之館高等学校に校名変更。
- 1962年 - 通信教育部を通信制課程と改制。
- 1991年 - 広島県立東高等学校として独立。

## 最寄駅
- JR山陽本線:福山駅北口から徒歩20分。